# فریز فرلنگ
فریز فرلنگ (انگلیسی: Friz Freleng؛ ۲۱ اوت ۱۹۰۶ – ۲۶ مهٔ ۱۹۹۵) یک کارگردان، پویانما و تهیه‌کننده اهل ایالات متحده آمریکا بود.
وی برنده جایزه اسکار بهترین پویانمایی کوتاه در سال ۱۹۶۴ شده است.